# Gorgasia japonica
Gorgasia japonica és una espècie de peix pertanyent a la família dels còngrids.

## Descripció
- Pot arribar a fer 100 cm de llargària màxima.
- Fa al voltant de 10 mm de diàmetre.[5][6]

## Alimentació
Menja plàncton.

## Hàbitat
És un peix marí, demersal i de clima temperat que viu fins als 30 m de fondària.

## Distribució geogràfica
Es troba a Indonèsia, el Japó, Nova Zelanda i Taiwan.

## Observacions
És inofensiu per als humans.